# Тиберий Хатерий Сатурнин
Тиберий Хатерий Сатурнин (на латински: Tiberius Haterius Saturninus) е политик и сенатор на Римската империя през 2 век.
През 164 г. е суфектконсул заедно с Квинт Цецилий Авит.